# Дублик Анатолій Ярославович
Анато́лій Яросла́вович Дублик (нар. 10 червня 1967, с. Росоховатець, Козівський район, Тернопільська область)  — український військовик, генерал-майор, начальник Департаменту захисту національної державності Служби безпеки України (2014—2017, 2019—2021). Заступник Голови Служби безпеки України з 4 липня по 8 листопада 2019 року.
Заслужений юрист України (2009). За сумлінне ставлення та досягнення конкретних позитивних результатів в роботі нагороджений відомчою відзнакою СБУ «Вогнепальна зброя».

## Життєпис
Закінчив Львівський державний університет за спеціальністю «Правознавство» (1994), курси підвищення кваліфікації Національної академії Служби безпеки України (1998).
1994 р. — початок військової служби в органах державної безпеки з посади слідчого регіонального управління СБУ. З 2001 р. — у Центральному управлінні СБУ по лінії захисту національної державності й боротьби з тероризмом (пройшов шлях від співробітника групи до начальника Департаменту).
До 2014 р. працював у Тернопільському УСБУ.
15 березня 2014 року виконувач обов'язків Президента України, Голова Верховної Ради України Олександр Турчинов призначив полковника Дублика на посаду начальника Департаменту захисту національної державності.
Дублик сформував досить потужну фахову команду. Першим заступником начальника Департаменту захисту національної державності став полковник Лазор Василь Михайлович (у 2013—2014 роках — заступник начальника УСБУ в Київській області), другим заступником начальника Департаменту захисту національної державності став полковник Андрущенко Сергій Анатолійович. Також заступниками начальника Департаменту стали Чебанов Гліб Михайлович (народився 1 серпня 1972 р., м. Миколаїв) і Коломієць Сергій Володимирович.
25 березня 2015 року полковнику Дублику присвоєно звання генерал-майора.
26 лютого 2021 року Указом Президента України звільнений з посади начальника Департаменту захисту національної державності Служби безпеки України.
У реєстрі речових прав на ім'я Анатолія Дублика немає зареєстрованої нерухомості. З майна новопризначений заступник голови СБУ має тільки автівку — торік придбав нову SUZUKI VITARA 2018 року. Залежно від комплектації, таке авто може коштувати від 20 тисяч доларів.
Нині сім'я Дубликів мешкає в Києві, в новобудові. Дружина Анатолія Катерина володіє квартирою в Тернополі, де родина жила до 2014 року. А також будинком на 130 квадратів у передмісті столиці — купила його 2016 року, разом з ділянкою на 12 соток. Хоча жінка ніколи не займалася підприємницькою діяльністю..

## Військові звання
- полковник
- генерал-майор (25 березня 2015 року)

Одружений, має сина.